# Brasiliens Grand Prix
Brasiliens Grand Prix är en deltävling i formel 1-VM som körs på Autódromo José Carlos Pace i Interlagos i São Paulo i Brasilien. Tävlingen har tidigare även körts på Autódromo Internacional Nelson Piquet (Autódromo de Jacarepaguá) i Rio de Janeiro. Det första Brasiliens Grand Prix kördes 30 mars 1972, men det ingick inte i formel 1-VM. År 2020 ställdes tävlingen in helt på grund av coronavirusutbrottet.

## Vinnare Brasiliens Grand Prix
| År   | Bana        | Förare               | Konstruktör                |
| ---- | ----------- | -------------------- | -------------------------- |
| 2024 | Interlagos  | Max Verstappen       | Red Bull Racing-Honda RBPT |
| 2023 | Interlagos  | Max Verstappen       | Red Bull Racing-Honda RBPT |
| 2022 | Interlagos  | George Russell       | Mercedes                   |
| 2021 | Interlagos  | Lewis Hamilton       | Mercedes                   |
| 2020 | Kördes ej   | Kördes ej            | Kördes ej                  |
| 2019 | Interlagos  | Max Verstappen       | Red Bull-Honda             |
| 2018 | Interlagos  | Lewis Hamilton       | Mercedes                   |
| 2017 | Interlagos  | Sebastian Vettel     | Ferrari                    |
| 2016 | Interlagos  | Lewis Hamilton       | Mercedes                   |
| 2015 | Interlagos  | Nico Rosberg         | Mercedes                   |
| 2014 | Interlagos  | Nico Rosberg         | Mercedes                   |
| 2013 | Interlagos  | Sebastian Vettel     | Red Bull-Renault           |
| 2012 | Interlagos  | Jenson Button        | McLaren-Mercedes           |
| 2011 | Interlagos  | Mark Webber          | Red Bull-Renault           |
| 2010 | Interlagos  | Sebastian Vettel     | Red Bull-Renault           |
| 2009 | Interlagos  | Mark Webber          | Red Bull-Renault           |
| 2008 | Interlagos  | Felipe Massa         | Ferrari                    |
| 2007 | Interlagos  | Kimi Räikkönen       | Ferrari                    |
| 2006 | Interlagos  | Felipe Massa         | Ferrari                    |
| 2005 | Interlagos  | Juan Pablo Montoya   | McLaren-Mercedes           |
| 2004 | Interlagos  | Juan Pablo Montoya   | Williams-BMW               |
| 2003 | Interlagos  | Giancarlo Fisichella | Jordan-Ford                |
| 2002 | Interlagos  | Michael Schumacher   | Ferrari                    |
| 2001 | Interlagos  | David Coulthard      | McLaren-Mercedes           |
| 2000 | Interlagos  | Michael Schumacher   | Ferrari                    |
| 1999 | Interlagos  | Mika Häkkinen        | McLaren-Mercedes           |
| 1998 | Interlagos  | Mika Häkkinen        | McLaren-Mercedes           |
| 1997 | Interlagos  | Jacques Villeneuve   | Williams-Renault           |
| 1996 | Interlagos  | Damon Hill           | Williams-Renault           |
| 1995 | Interlagos  | Michael Schumacher   | Benetton-Renault           |
| 1994 | Interlagos  | Michael Schumacher   | Benetton-Ford              |
| 1993 | Interlagos  | Ayrton Senna         | McLaren-Ford               |
| 1992 | Interlagos  | Nigel Mansell        | Williams-Renault           |
| 1991 | Interlagos  | Ayrton Senna         | McLaren-Honda              |
| 1990 | Interlagos  | Alain Prost          | Ferrari                    |
| 1989 | Jacarepagua | Nigel Mansell        | Ferrari                    |
| 1988 | Jacarepagua | Alain Prost          | McLaren-Honda              |
| 1987 | Jacarepagua | Alain Prost          | McLaren-TAG                |
| 1986 | Jacarepagua | Nelson Piquet        | Williams-Honda             |
| 1985 | Jacarepagua | Alain Prost          | McLaren-TAG                |
| 1984 | Jacarepagua | Alain Prost          | McLaren-TAG                |
| 1983 | Jacarepagua | Nelson Piquet        | Brabham-BMW                |
| 1982 | Jacarepagua | Alain Prost          | Renault                    |
| 1981 | Jacarepagua | Carlos Reutemann     | Williams-Ford              |
| 1980 | Interlagos  | René Arnoux          | Renault                    |
| 1979 | Interlagos  | Jacques Laffite      | Ligier-Ford                |
| 1978 | Jacarepagua | Carlos Reutemann     | Ferrari                    |
| 1977 | Interlagos  | Carlos Reutemann     | Ferrari                    |
| 1976 | Interlagos  | Niki Lauda           | Ferrari                    |
| 1975 | Interlagos  | Carlos Pace          | Brabham-Ford               |
| 1974 | Interlagos  | Emerson Fittipaldi   | McLaren-Ford               |
| 1973 | Interlagos  | Emerson Fittipaldi   | Lotus-Ford                 |
| 1972 | Interlagos  | Carlos Reutemann     | Brabham-Ford               |